# Stefan Gabras
Stefan Gabras (zm. po 1402) – bizantyński książę państwa Teodoro na Krymie od drugiej połowy XIV wieku do prawdopodobnie 1402 roku z dynastii Gabrasów.

## Życiorys
Był synem Basiliosa Gabrasa. W 1391 lub 1403 wyemigrował wraz z synem Grzegorzem do Moskwy. Tam obaj wstąpili do monasterów. Jego syn Grzegorz ufundował Monaster Simonowski w Moskwie. Rosyjska rodzina Gołowinów twierdziła, że wywodzi się od jego potomków. Stefan zakończył życie w Moskwie jako mnich Szymon. Innym jego synem był kolejny władca Teodoro - Aleksy I Gabras (1402–1434). 